# 方陣 (軍事)

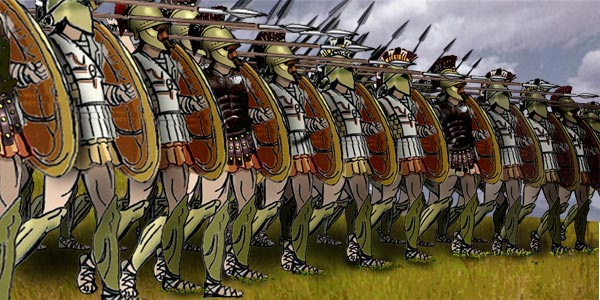
古希臘方陣

方陣（英語：phalanx），是一種長方形的大規模軍事陣法，通常完全由重步兵手持矛、長柄槍、薩里沙長矛或類似的武器所構成。該詞特別用來描述古希臘戰爭中所使用的這種陣法，雖然古希臘作家用它來描述任何大型步兵陣法，而不論其所使用的武器為何，就如同古希臘歷史學家阿里安在描述他所參與軍團的著作《應戰阿蘭人的陣法》時所述一樣。
在希臘文裡，方陣用於部署戰鬥、行軍甚至是紮營，從而描述被部署於戰場第一線的大規模的步兵或騎兵。他們集體行動，恰似一個單一個體。「Phalanx」一字源自希臘語，意為手指。

## 伸延閱讀
- Goldsworthy, Adrian: In the Name of Rome: The Men Who Won the Roman Empire (Orion, 2003) ISBN 0-7538-1789-6.
- Holland, T. Persian Fire, Abacus. ISBN 978-0-349-11717-1.
- Woodford, S.: An Introduction to Greek Art. Cornell University Press, 1988. ISBN 0-8014-9480-X.

## 有關連結
- 马其顿方阵

## 其他
- 方陣近迫武器系統